# Tiago Ilori
Tiago Abiola Delfim Almeida Ilori (født 26. februar 1993 i London) er en engelsk-portugisisk fodboldspiller, der spiller for den engelske klub Reading F.C. som forsvarsspiller. Han startede sin professionelle karriere i Sporting Clube de Portugal, der i sommeren 2013 solgte ham til Liverpool for 7 mio. GBP.
Siden 2010 har Ilori spillet for Portugals ungdomslandshold, først U/18, siden U/19, U/20 og siden U/21. Eftersom han er født i London, har han mulighed for at spille på Englands fodboldlandshold, og dette har han overvejet.